# Mirante do Vale
Mirante do Vale er en 170 meter høj skyskraber i São Paulo.